# 魔法医レクスの変態カルテ
『魔法医レクスの変態カルテ』（まほういレクスのへんたいカルテ）は、元三大介による日本の漫画作品。『くらげバンチ』（新潮社）にて2023年12月より配信中。
魔王が滅んで15年、平和な世界で診療所を営む魔法医のレクス。世界より救いようのない変態患者が訪れる。

## 登場人物
声はPV。
レクス・ランディエル
声 - 中田譲治
本作の主人公。人間の中年男性。医者。魔術を応用した治療を得意としている。外科、内科、整骨と幅広く、生物由来の毒素に関しての知識も豊富。魔王が君臨した時代から医者をしているため悲惨な現場を経験しており、また戦闘経験もある。五十肩・老眼が悩み（加齢による症状には治癒魔法が効かない）。
ベルマ
声 - 小林ゆう
人間の女性。看護師見習い。レクスの助手。元々はインキュパス（夢魔の男性体）であり、他の種族から精気を糧に生活しているが、ベルマは特に未亡人など傷心を負った人間の女性を好んでおり、またその命が尽きるまで喰らおうとした。その悪食に激昂したレクスによって倒され、反省と改心を促すため人間の女性にかえられた（夢魔は男性体と女性体（サキュバス）にも変身できるため、レクスはその能力を利用し人間の女性体に固定化させた）。
ブラス
スライム。過去に人に飼われていたことがあるのか非常に人慣れしている。言葉は発せないが、鳴き声のような音を発して反応している。患者の体内にいたことでレクスが摘出し森に返すも、以降、何度か診療所に戻っては返すを繰り返してきたが、部屋の掃除、特に家具の裏などにあるゴミや虫の死骸などもまとめて掃除してくれるため、診療所のペットとして飼うことになる。ブラスの意味は膀胱。

## 書誌情報
- 元三大介『魔法医レクスの変態カルテ』新潮社〈BUNCH COMICS〉、既刊3巻（2025年4月9日現在）
  1. 2024年3月8日発売、ISBN 978-4107726865
  2. 2024年9月9日発売、ISBN 978-4107727442
  3. 2025年4月9日発売、ISBN 978-4107728128